# Xã Robinson, Michigan
Xã Robinson (tiếng Anh: Robinson Township) là một xã thuộc quận Ottawa, tiểu bang Michigan, Hoa Kỳ. Năm 2010, dân số của xã này là 6.084 người.